# Giuseppe Artale
Giuseppe Artale, né le 29 août 1628 à Catane et mort le 11 février 1679 à Naples, est un poète italien.

## Biographie
Né en 1628, à Catane, en Sicile, il s’adonna d’abord à l’art militaire, et se trouva à Candie lorsque cette place fut assiégée par les Turcs. La valeur qu’il déploya en diverses rencontres le fit juger digne du titre de chevalier de l’Ordre sacré et militaire constantinien de Saint-Georges, qui lui fut conféré, avec la faculté d'ajouter aux armes de sa famille l’aigle à deux têtes. Il était si fort à l’escrime, qu’on l’appelait communément il cavalier sanguinario. Il mourut à Naples, des suites de maladies honteuses et de la goutte, le 11 février 1679.

## Œuvres
On a de lui :
- Dell’Enciclopedia, parte prima, Pérouse, 1638, in-8° ; Venise, 1660 et 1661, in-12 ; parte seconda, ou la Guerra fra i vivi e morti, tragedia, di lieto fine, et il Cor di Marte, romanzo, Naples, 1679, in-12 ; parte terza, ou l’Alloro fruttuoso, ibid., 1679, in-12 ;
- La Pasife (Pasiphaé), ovvero l’impossible fatto possibile, dramma per musica, Venise, 1661, in-12 ;
- La Bellezza atterrata, elegia (in seste rime), Naples, 1646, réimprimée à Venise en 1661, in-12.